# Here, Under Protest
Here, Under Protest is het zesde studioalbum van de Amerikaanse punkband Swingin' Utters. Het werd op 26 april 2011 uitgegeven door Fat Wreck Chords en de nummers van het album zijn opgenomen tussen 2009 en 2011 in de Motor Studios van Fat Wreck Chords. Het is het eerste studioalbum waar gitarist Jack Dalrymple (die sinds 2006 bij de band speelde) aan heeft meegewerkt.

## Nummers
1. "Brand New Lungs" - 2:43
2. "Taking The Long Way" - 1:59
3. "Bent Collector of 1,000 Limbs" - 2:32
4. "Kick It Over" - 2:30
5. "Good Things" - 2:04
6. "Sketch Squandered Teen" - 2:03
7. "Heavy Head" - 2:29
8. "(You've Got To) Give It All To The Man" - 1:10
9. "Time On My Own" - 2:48
10. "Lepers, Thieves And Whores" - 2:18
11. "Blindness Is Kind" - 2:59
12. "Reds And Blues And Beggars" - 2:16
13. "Scary Brittle Frame" - 2:13
14. "Effortless Amnesiac" - 3:35

## Band
- Johnny Peebucks - zang
- Darius Koski - gitaar, zang
- Jack Dalrymple - gitaar, zang
- Greg McEntee - drums
- Spike Slawson - basgitaar, zang